# Mario Giordana
Mario Giordana (n. Barge, Piamonte, Italia, 16 de enero de 1942) es un arzobispo católico, diplomático y canonista italiano.
Ordenado en 1967.
Es miembro del Servicio Diplomático y la Secretaría de Estado de la Santa Sede.
En 1977, el papa Pablo VI le otorgó el título de Capellán de Su Santidad y en 1990, Juan Pablo II le otorgó el de Prelado de honor de Su Santidad.
Desde 2004 es Arzobispo titular de la diócesis de Minori y hasta 2008 fue Nuncio Apostólico en Haití.
Actualmente es el Nuncio Emérito  en Eslovaquia.

## Biografía

### Primeros años y formación
Nacido en la localidad italiana de Barge en la Región de Piamonte, el día 16 de enero de 1942.
Cuando era joven descubrió su vocación religiosa, decidiendo entrar al seminario en el cual realizó su formación primaria, secundaria y eclesiástica. 

### Sacerdocio
El 25 de junio de 1967 fue ordenado sacerdote por el Obispo Mons. Egidio Luigi Lanzo, para la diócesis de Saluzzo en la que inició su ministerio pastoral.
Por la misma época, obtuvo un Doctorado en Derecho canónico y en 1972 entró en la Academia Pontificia Eclesiástica de la ciudad de Roma, para preparar su carrera diplomática.
Ya en 1976 tras finalizar sus estudios superiores, ingresó en cuerpo del Servicio Diplomático de la Santa Sede, siendo enviado como funcionario a las Nunciaturas Apostólicas de Indonesia, Suiza, Francia, Austria y de la misma Italia.
También fue elegido como miembro de la Secretaría de Estado de la Santa Sede.
Durante estos años, el 5 de octubre de 1977 el papa Pablo VI le concedió el título honorífico de Capellán de Su Santidad y el 3 de octubre de 1990, Juan Pablo II le concedió el de Prelado de honor de Su Santidad.

## Episcopado

### Nuncio Apostólico en Haití
El 27 de abril de 2004, Juan Pablo II le nombró Obispo titular de la diócesis de Minori ("elevándolo a la dignidad de Arzobispo") y Nuncio Apostólico en Haití.
Al ser elevado de rango eligió como lema la frase: "Duc in altum" (en latín).
Recibió la consagración episcopal el 29 de mayo del mismo año, por su consagrante principal el cardenal Angelo Sodano y teniendo como co-consagrantes al también cardenal Paolo Romeo y al obispo de su diócesis natal ("la de Saluzzo") Mons. Giuseppe Guerrini.

### Nuncio Apostólico en Eslovaquia
El 15 de marzo de 2008, fue nombrado por Benedicto XVI, Nuncio Apostólico de Eslovaquia.
Cabe destacar que es políglota, ya que habla su materno idioma italiano, también francés, inglés y español.
El 29 de mayo de 2014, se le concedió el honor de Miembro de Segunda Clase de la Orden de la Doble Cruz Blanca de la República Eslovaca, siéndole otorgado por el entonces presidente del país Ivan Gašparovič.
El 8 de agosto de 2017 fue nombrado miembro de la Congregación para la Evangelización de los Pueblos.
El 13 de noviembre de 2018 fue confirmado como miembro de la Congregación para las Causas de los Santos usque ad octogesimum annum.
El 7 de marzo de 2023 fue nombrado miembro de la Sección para la primera evangelización y las nuevas iglesias particulares del Dicasterio para la Evangelización, ad biennium.

## Títulos y condecoraciones
| Distinción                                                   | Período              | Lugar               | Otorgado por    |
| ------------------------------------------------------------ | -------------------- | ------------------- | --------------- |
| Capellán de Su Santidad                                      | 5 de octubre de 1977 | Ciudad del Vaticano | Pablo VI        |
| Prelado de honor de Su Santidad                              | 3 de octubre de 1990 | Ciudad del Vaticano | Juan Pablo II   |
| Miembro de Segunda Clase de la Orden de la Doble Cruz Blanca | 29 de mayo de 2014   | Eslovaquia          | Ivan Gašparovič |